# Afroeubria monodi
Afroeubria monodi là một loài bọ cánh cứng trong họ Psephenidae. Loài này được Villiers miêu tả khoa học đầu tiên năm 1961.